# Daniel Kipkoech Yego
Daniel Kipkoech Yego (* 28. August 1979 in Eldoret) ist ein kenianischer Marathonläufer. 
2005 wurde er auf Anhieb Dritter beim Rom-Marathon in 2:08:16 h (persönliche Bestzeit) und Zweiter beim Amsterdam-Marathon in 2:08:58. 2006 belegte er beim New-York-City-Marathon den vierten Platz, und 2007 siegte er beim Rock ’n’ Roll Marathon. 